# اپستول تنوکوفسکی

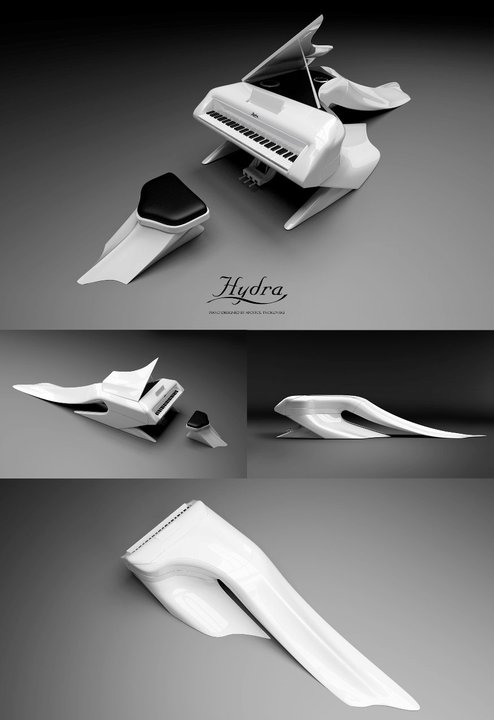
پیانو هایدرا

اَپستول تنوکوفسکی (به انگلیسی: Apostol Tnokovski) یک طراح محصول اهل مقدونیه است. مفاهیم طراحی محصول وی بسیار مبتکرانه و منحصر به فرد است. او اغلب از فرم‌های ارگانیک استفاده می‌کند و الهام‌بخش اصلی کارش، گسترهٔ دریا است. او فعالیت خود را از سال ۲۰۰۴ میلادی آغاز کرد. در سال ۲۰۱۰ میلادی، با پیانوی هیدرا مفهومی خود که با الهام از لیدی گاگا و برای او طراحی کرد، به‌طور گسترده‌ای شناخته شد.
طیف وسیعی از کارهای او شامل: طراحی مبلمان، کفش، خودروهای مفهومی، محصولات مصرفی، ساعت و پیانو است.